# Adrien Dhondt
Adrianus Jacobus Albertus (Adrien) Dhondt (Gent, 18 november 1898 - onbekend) was een Belgische roeier.

## Loopbaan
Dhondt begon in 1918 met roeien. Hij werd samen met de vier met stuurman van zijn club Club Nautique de Gand in 1920 Belgisch kampioen. Op de Europees kampioenschappen dat jaar veroverde hij de zilveren medaille. Later dat jaar werd hij op de  Olympische Spelen in Antwerpen uitgeschakeld in de eerste ronde.
In 1921 werd Dhondt met de acht van zijn club Belgisch kampioen. Op de Europese kampioenschappen haalde hij een bronzen medaille op de acht met zijn club.
Dhondt werd in 1923 met Robert De Mulder  en 1925 met René De Landtsheer Belgisch kampioen op de twee met stuurman.

## Palmares

### twee met stuurman
- 1922:  BK
- 1923:  BK
- 1925:  BK

### vier met stuurman
- 1920:  BK
- 1920:  EK in Maçon
- 1920: 2e in eerste ronde OS in Antwerpen
- 1921:  BK in Langerbrugge

### acht
- 1920:  BK
- 1921:  BK
- 1921:  EK in Amsterdam
- 1922:  BK